# Khaankhre Sobekhotep
Khaankhre Sobekhotep (ngày nay được tin là Sobekhotep II hoặc Sobekhotep IV; trong các nghiên cứu cũ ông được gọi là Sobekhotep I) là một pharaon thuộc Vương triều thứ Mười Ba của Ai Cập trong Thời kỳ Chuyển tiếp thứ Hai. Theo các nhà Ai Cập học như Kim Ryholt và Darrell Baker, Khaankhre Sobekhotep là vị pharaoh thứ 13 của vương triều này và có một triều đại ngắn ngủi vào khoảng năm 1735 TCN. Ngoài ra, Jürgen von Beckerath lại xem ông như là vị pharaon thứ 16 của vương triều này.

## Evidence
Sobekhotep xuất hiện trên bản danh sách vua Karnak với tên gọi là Khaankhre. Một tên gọi Sobek[hote]pre cũng được ghi lại ở cột thứ 6, hàng 15 của bản danh sách vua Turin, có thể là Sobekhotep I. Tuy nhiên sự đồng nhất này lại không chắc chắn và vị trí thuộc biên niên sử của Sobekhotep I trong vương triều thứ 13 lại đang được tranh luận. Các chứng thực đương thời của Sobekhotep bao gồm các bức phù điêu đến từ một nhà nguyện mà đã từng nằm tại Abydos và một mảnh vỡ của một cột trụ có khắc chữ. Ngoài ra, tên gọi Khaankhre Sobekhotep còn xuất hiện trên một dòng chữ khắc nằm trên một bệ tượng bằng đá granite trước kia thuộc bộ sưu tập của Amherst và từ năm 1982 là nằm tại Bảo tàng Anh (vật trưng bày BM 69497).
Triều đại của ông tương đối ngắn, chỉ khoảng từ ba đến bốn năm rưỡi. Các nhà nghiên cứu đã đưa ra nhiều mốc thời gian trị vì của ông như sau:
- Jacques Kinnaer: 1760 - 1757 TCN
- Kim Ryholt: 1780 - 1777 TCN
- Rolf Krauss, Detlef Franke và Thomas Schneider: 1735 - 1733 TCN[6]

## Danh tính
Ryholt đề cập rằng Sobekhotep I có thể được đồng nhất với Sobekhotep II, người chỉ được ghi lại là Sobekhotep trong bản sanh sách vua Turin. Những người khác như Dodson, coi Khaankhre Sobekhotep II và Sekhemre Khutawy Sobekhotep I là hai vị vua khác nhau thuộc vương triều thứ 13, trong khi Bierbrier liệt kê Khaankhre Sobekhotep I và Sekhemre Khutawy Sobekhotep II. Gần đây, Simon Connor và Julien Siesse đã nghiên cứu về phong cách của công trình kỷ niệm của vị vua này và lập luận rằng ông đã trị vì muộn hơn nhiều so với những gì được nghĩ trước đây (sau Sobekhotep IV - người sẽ là Sobekhotep III).